# M&T Bank Stadium
El M&T Bank Stadium és un estadi de futbol americà situat al centre de la ciutat de Baltimore, Maryland, Estats Units. És la seu de l'equip Baltimore Ravens de l'NFL.

## Copa d'Or de la CONCACAF2015
| Data               | Fase            | Equip        |       | Resultat |         | Equip   | Espectadors |
| ------------------ | --------------- | ------------ | ----- | -------- | ------- | ------- | ----------- |
| 18 de juliol, 2015 | Quarts de final | Estats Units | USA   | 6 - 0    | CUB     | Cuba    | 40.000      |
| 18 de juliol, 2015 | Quarts de final | Haití        | Haití | 0 - 1    | Jamaica | Jamaica | 40.000      |